# منطقه السویدا
منطقه السویدا (به عربی: منطقة مرکز السویداء) یک منطقه در سوریه است که در استان سویدا واقع شده‌است. منطقه السویدا ۲٬۸۰۴٫۲۲ کیلومتر مربع مساحت و ۱۸۰٬۹۰۷ نفر جمعیت دارد.